# Neoxanthops
Neoxanthops är ett släkte av kräftdjur. Neoxanthops ingår i familjen Xanthidae.
Kladogram enligt Catalogue of Life:
| Neoxanthops | \| \| Neoxanthops angustus \| \| \| \| \| \| Neoxanthops cavatus \| \| \| \| |
|             | \| \| Neoxanthops angustus \| \| \| \| \| \| Neoxanthops cavatus \| \| \| \| |
|             | Neoxanthops angustus                                                         |
|             |                                                                              |
|             | Neoxanthops cavatus                                                          |
|             |                                                                              |